# Lijst van ex-WWE'ers (A-C)
Dit is een lijst van ex-WWE'ers met de beginletters A tot en met C.
De huidige werknemers van WWE staan hier niet bij.

## Alumni (A-C)

### A

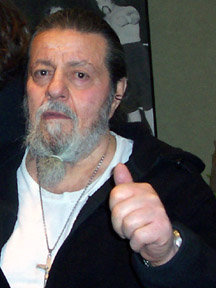
Lou Albano in 2009

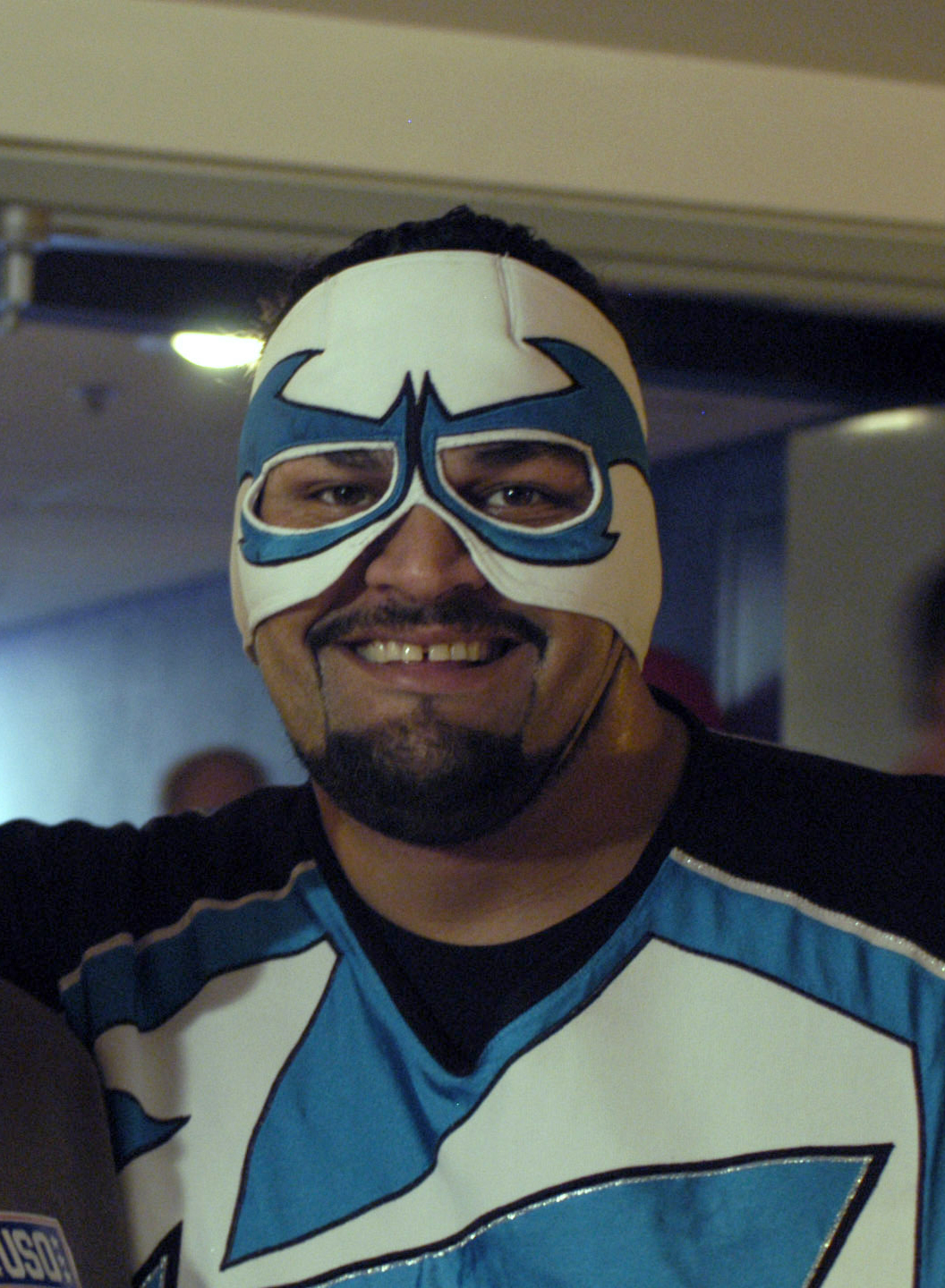
Matt Anoa'i als Rosey in 2005

| Naam             | Ring na(a)m(en)                                      | Datum(s)                      |
| ---------------- | ---------------------------------------------------- | ----------------------------- |
| A                |                                                      |                               |
| Mike Adamle      | Mike Adamle                                          | 2008-2009                     |
| Brian Adams      | Brian Adams Crush Demolition Crush Kona Crush        | 1990 1992-1997 2001           |
| Brooke Adams     | Brooke Brooke Adams                                  | 2006-2007                     |
| Kerry Adkisson   | Kerry Von Erich Texas Tornado                        | 1990-1992                     |
| Lacey Adkisson   | Lacey Von Erich                                      | 2007                          |
| Aaron Aguilera   | Aaron Aguilera Conquistador Uno Jesús Jesús Aguilera | 1998 2003-2005                |
| Lou Albano       | "Captain" Lou Albano                                 | 1964-1986 1994                |
| Brent Albright   | Brent Albright Gunner Scott                          | 2003-2006                     |
| Michael Alfonso  | Mike Awesome                                         | 2001-2002                     |
| Hazem Ali        | Armando Estrada                                      | 2004-2008                     |
| Adnan Al-Kaissie | Billy White Wolf General Adnan                       | 1974-1979 1991                |
| Chris Anderson   | C.W. Anderson                                        | 2006-2007                     |
| Ken Anderson     | Ken Anderson Ken Kennedy Mr. Anderson Mr. Kennedy    | 2005-2009                     |
| Eric Angle       | Eric Angle                                           | 2000-2003                     |
| Afa Anoa'i Jr.   | Afa Afa Jr. Mai Tai Anoa'i Manu                      | 2006-2009                     |
| Afa Anoa'i       | Afa                                                  | 1979–1980 1983–1985 1992–1994 |
| Leati Anoa'i     | Sika                                                 | 1979–1980 1983–1988           |
| Lloyd Anoa'i     | LA Smooth                                            | 1995                          |
| Matt Anoa'i      | Rosey                                                | 2002-2006                     |
| Rodney Anoa'i    | Yokozuna                                             | 1992-1998                     |
| Samula Anoa'i    | Sammy the Silk Samu Samula                           | 1983-1985 1992-1994 1995      |
| William Ansor    | Buddy Landel                                         | 1995-1996                     |
| Tony Anthony     | TL Hopper Uncle Cletus                               | 1997                          |
| Jason Arhndt     | Joey Abs                                             | 1999-2000                     |
| Ronnie Arneill   | Gavin Spears Shawn Spears                            | 2005-2009                     |
| Yoshihiro Asai   | Último Dragón                                        | 2003-2004                     |
| Lioness Asuka    | Lioness Asuka                                        | 1987                          |

### B

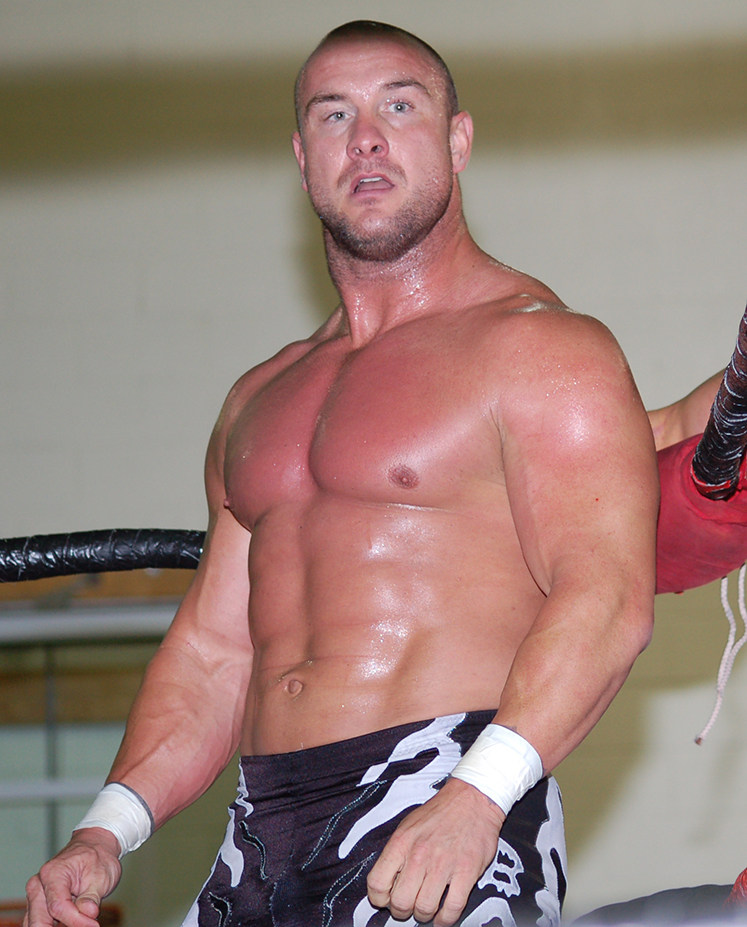
Doug Basham in 2007

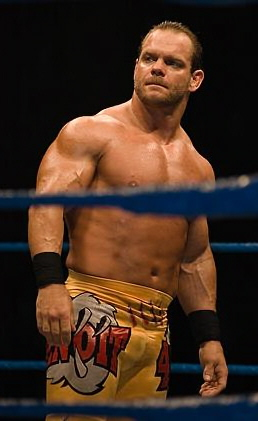
Chris Benoit in 2007

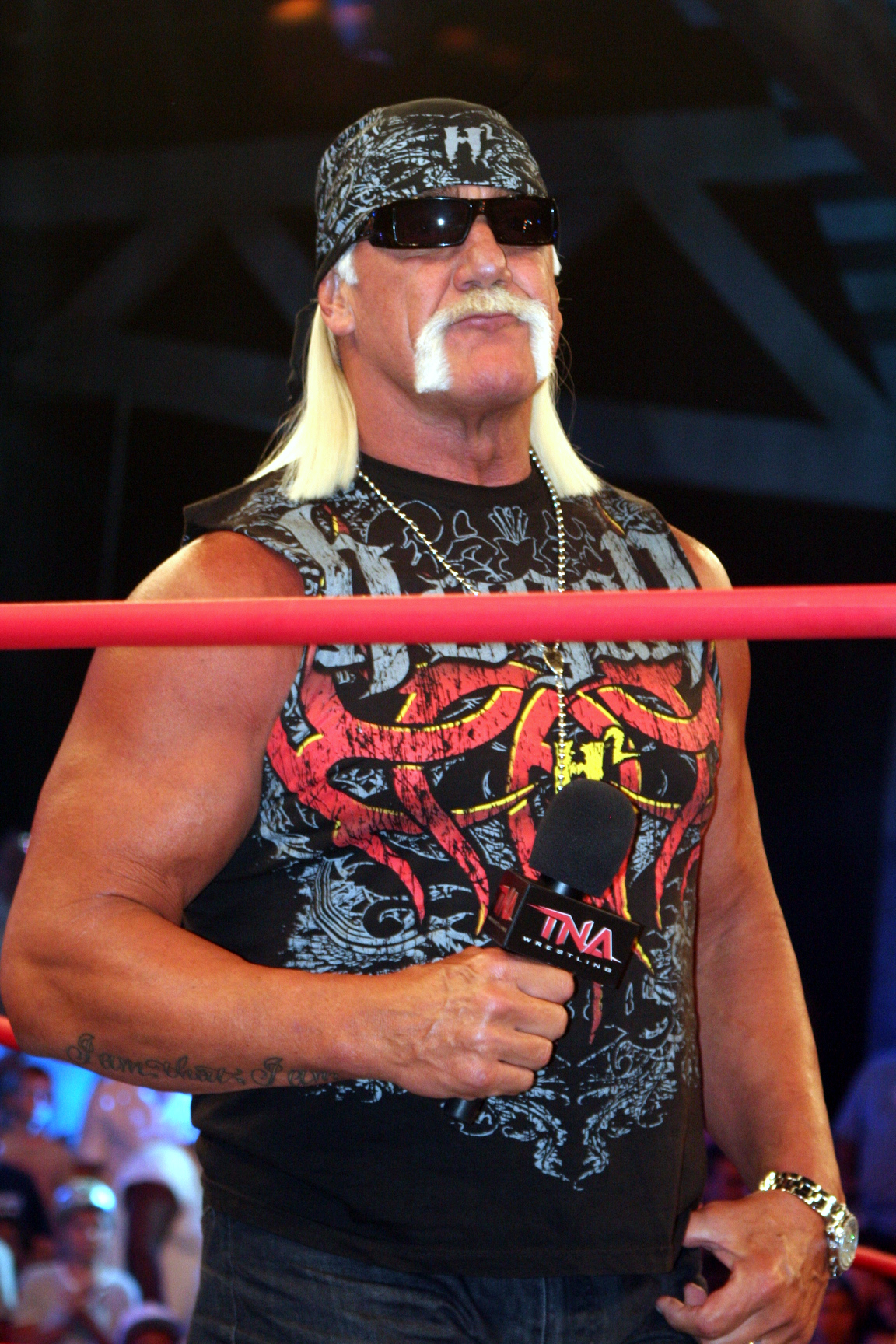
Terry Bollea als Hulk Hogan in 2010

| Naam               | Ring na(a)m(en)                        | Datum(s)                 |
| ------------------ | -------------------------------------- | ------------------------ |
| Bob Backlund       | Bob Backlund                           | 1978–1984 1993–1997 2000 |
| Marcus Bagwell     | Buff Bagwell                           | 2001                     |
| Roger Barnes       | "Rugged" Ronnie Garvin                 | 1988-1990                |
| Jim Barrell        | Boris Zhukov                           | 1987-1990                |
| Pat Barrett        | Pat Barrett                            | jaren 70                 |
| Rob Bartlett       | Rob Bartlett                           | 1993                     |
| Doug Basham        | Doug Basham                            | 2002-2007                |
| Nicole Bass        | Nicole Bass                            | 1997                     |
| Candice Beckman    | Candice Michelle                       | 2004-2009                |
| Robert Bédard      | Rene Goulet                            | 1971-1997                |
| Josef Bednarski    | Ivan Putski                            | 1976-1987                |
| Scott Bednarski    | Scott Putski                           | 1997                     |
| Carlene Begnaud    | Jazz                                   | 2001–2004 2006–2007      |
| Rodney Begnaud     | Redd Dogg Rodney Mack                  | 2002–2004 2006–2007      |
| Chris Benoit       | Chris Benoit                           | 2000-2007                |
| Charles Berger     | Louis Cyr                              | 1976                     |
| Scott Bigelow      | Bam Bam Bigelow                        | 1987–1988 1993–1995      |
| Tom Billington     | Dynamite Kid                           | 1986-1988                |
| Adam Birch         | Joey Mercury                           | 2004-2007                |
| Paul Birchall      | Paul Burchill The Ripper               | 2005-2010                |
| Eric Bischoff      | Eric Bischoff                          | 2002-2007                |
| Steve Blackman     | Steve Blackman                         | 1997-2002                |
| Brian Blair        | B. Brian Blair                         | 1983 1985-1988           |
| Tully Blanchard    | Tully Blanchard                        | 1988-1989 2006           |
| Barbara Blank      | Kelly Kelly                            | 2006-2012                |
| Frederick Blassman | "Classy" Freddie Blassie               | 1963 1970–2003           |
| Wayne Bloom        | Beau Beverly                           | 1993 1991–1993           |
| Nick Bockwinkel    | Nick Bockwinkel                        | 1989 1987–1989           |
| Rick Bogner        | Razor Ramon                            | 1997                     |
| Terry Bollea       | Hollywood Hogan Hulk Hogan Mr. America | 1980 1983–1993 2002–2003 |
| Celeste Bonin      | Kaitlyn                                | 2010-2014                |
| Tom Boric          | Kato Max Moon Paul Diamond             | 1990–1993                |
| Wayde Bowles       | Rocky Johnson                          | 1983-1984 2003           |
| Brad Bradley       | Brad Bradley Jan Bradley Ryan Braddock | 2005-2009                |
| Jeff Bradley       | Charlie Hunter                         | 1993-1995                |
| Tom Brandi         | Salvatore Sincere Tom Brandi           | 1996-1998                |
| Michael Brendli    | Mike Mondo Mikey                       | 2005-2008                |
| Adolfo Bresciano   | Dino Bravo                             | 1977 1985-1992           |
| Gino Brito         | Gino Brito                             | jaren 70                 |
| Phillip Brooks     | CM Punk                                | 2000 - 2014              |
| Montaque Brown     | Marcus Cor Von Marquis Cor Von         | 2006-2007                |
| Joseph Bruce       | Violent J                              | 1998                     |
| Terry Brunk        | Sabu                                   | 2006-2007                |
| James Brunzell     | "Jumpin" Jim Brunzell                  | 1985-1988                |
| Mike Bucci         | Holywood Nova Simon Dean               | 2002-2007                |
| Barry Buchanan     | B-2 Bull Buchanan Recon                | 1997-2003                |
| Rebecca Budig      | Rebecca Budig                          | 2000                     |
| Elijah Burke       | Elijah Burke                           | 2003-2008                |
| Alvin Burke jr.    | Montel Vontavious Porter (MVP)         | 2005-2010                |
| Nick Busick        | Big Bully Busick                       | 1991                     |

### C

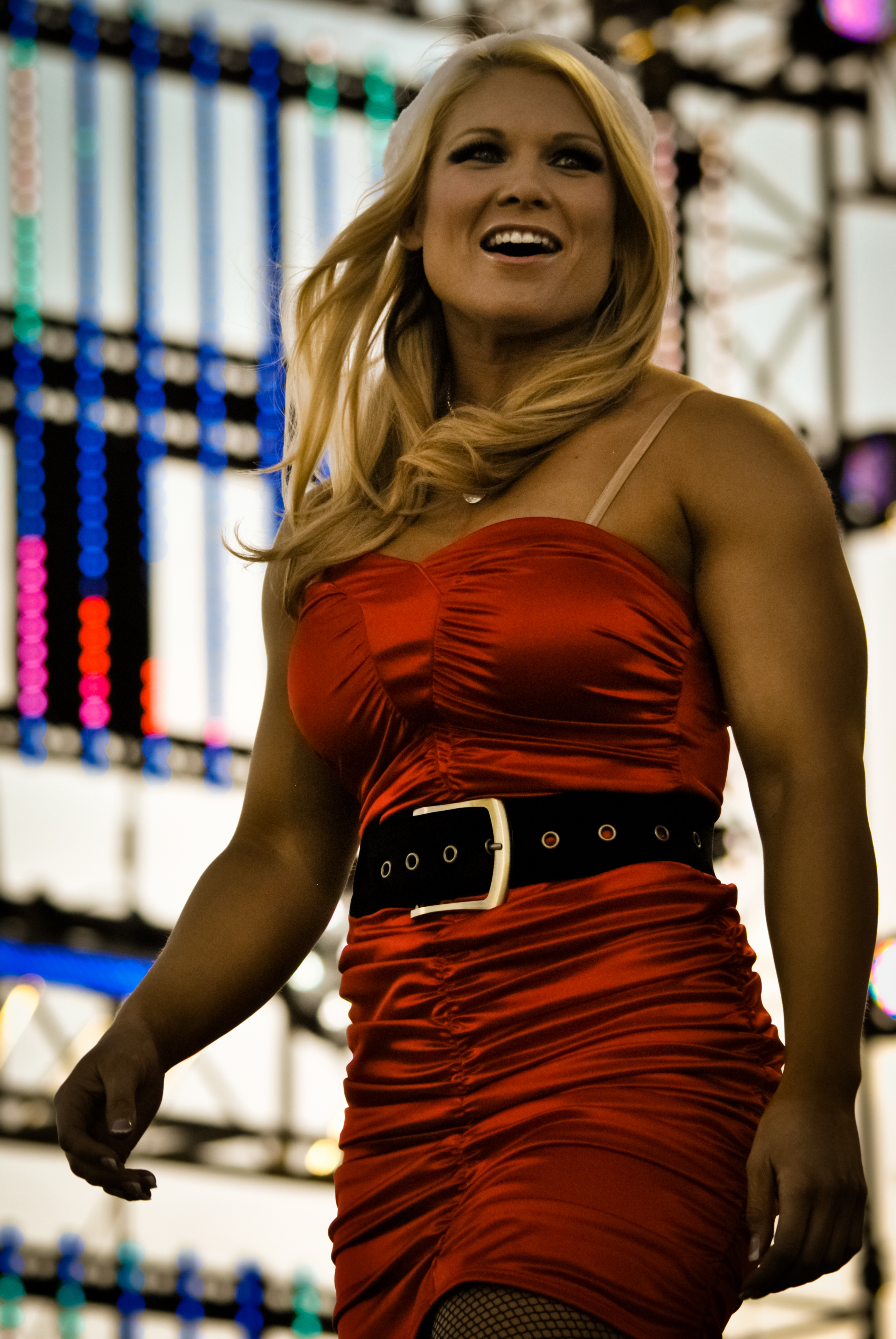
Elizabeth Carolan als Beth Phoenix in 2010

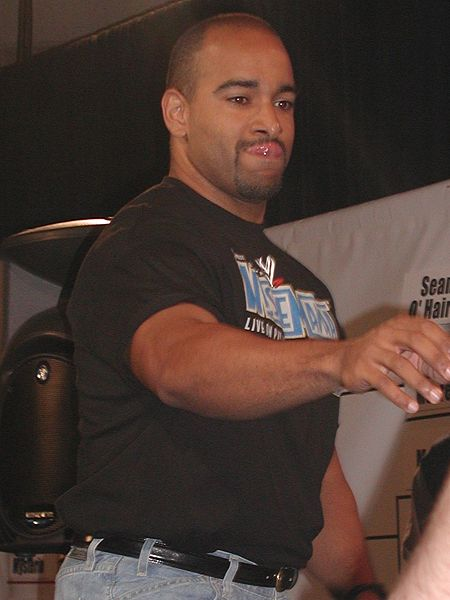
Jonathan Coachman in 2007

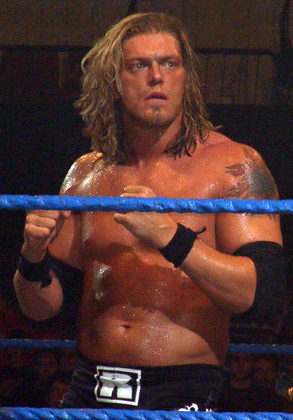
Adam Copeland als Edge in 2008

| Naam               | Ring na(a)m(en)                              | Datum(s)            |
| ------------------ | -------------------------------------------- | ------------------- |
| Ruben Cain         | Robert Gibson                                | 1998 2006-2007      |
| William Calhoun    | Haystack's Calhoun                           | jaren 60 en 70      |
| Don Callis         | The Jackyl                                   | 1997-1998           |
| Chris Candito      | Skip                                         | 1995-1996           |
| Mark Canterbury    | Henry O, Godwinn Mark Canterbury             | 1995-1998 2006-2007 |
| Matt Cappotelli    | Matt Cappotelli                              | 2003-2009           |
| Elizabeth Carolan  | Beth Phoenix                                 | 2004-2012           |
| Stacy Carter       | The Kat Miss Kitty                           | 1999-2001           |
| Scott Casey        | Scott Casey                                  | 1987-1990           |
| David Kash         | Kid Kash                                     | 2005-2006           |
| Jesus Castillo jr. | Jesus Castillo                               | 1997-1998           |
| Maurice Catarcio   | The Matador                                  | 1957-1960           |
| Paul Centopani     | Paul Roma                                    | 1987-1991           |
| Chris Chavis       | Tatanka                                      | 199-1996 2005-2007  |
| Donna Christanello | Donna Christanello                           | 1984-1987           |
| Bryan Clark        | Adam Bomb Bryan Clark                        | 1993-1995 2001      |
| Jonathan Coachman  | Jonathan Coachman                            | 1999-2008           |
| Allen Coage        | Bad News Brown                               | 1988-1990           |
| Randy Coley        | Moondog Hawkins Moondog Rex Demolition Smash | 1981-1987           |
| Scott Colton       | Chris Guy Colt Cabana Scotty Goldman         | 2007-2009           |
| Clifford Compton   | Domino                                       | 2005-2008           |
| Accie Corner       | D'Lo Brown D-Lo Brown                        | 1995-2003 2008-2009 |
| Rico Constantino   | Rico                                         | 2001-2004           |
| Rob Conway         | Rob Conway Robert Conway                     | 1998-2007           |
| Mark Copani        | Muhammad Hassan                              | 2003-2005           |
| Adam Copeland      | Edge                                         | 1998-11 april 2011  |
| James Cornette     | Jim Cornette                                 | 1993-2005           |
| Giacomo Costa      | Al Costello                                  | jaren 60            |
| Wayne Cowan        | Uncle Zebekiah                               | jaren 90            |
| Jamie Cruishanks   | J.C. Ice                                     | 1996                |
| Rubben Cruz        | Ruben Ayala                                  | jaren 70            |
| Nick Cvjetkovich   | Kizarny Sinn Bowdee                          | 2007-2009           |